# Gran Premio motociclistico d'Argentina
Il Gran Premio motociclistico d'Argentina è stato un appuntamento del motomondiale che si è svolto dal 1961 al 1963, dal 1981 al 1982, nel 1987, dal 1994 al 1995 e dal 1998 al 1999, sempre sul circuito di Buenos Aires. È tornato nel 2014, ma cambiando circuito, infatti si è svolto nell'autodromo di Termas de Río Hondo.

## Storia
Per le prime tre edizioni venne inserito quale ultima prova del motomondiale, rappresentando oltremodo il primo gran premio della storia ad essere disputato fuori dall'Europa; anche per la sua collocazione, oltre che per l'impegno rappresentato dalla trasferta, le prime tre edizioni furono però disertate dalla maggior parte dei piloti partecipanti al campionato, causando la sua uscita dal calendario iridato dopo l'edizione del 1963.
Riapparve nuovamente tra le prove del mondiale nel 1981, in questo caso come prova inaugurale, ma vi rimase per sole due edizioni. Ritornò per solo un anno nuovamente nel 1987, questa volta in abbinamento con il Gran Premio motociclistico del Brasile che lo seguiva a distanza di una settimana, diminuendo in tal modo gli oneri per la trasferta in Sudamerica di piloti e squadre. Avrebbe dovuto essere presente anche nell'edizione del motomondiale 1988 ma venne annullato dalla FIM non essendo stati completati in tempo i lavori di adeguamento richiesti all'autodromo.
Nel 1994 venne nuovamente inserito in calendario, sostituendo in questo caso l'altro gran premio sudamericano; per l'ennesima volta se ne disputarono però solo due edizioni consecutive, nonostante nel 1995 fosse nuovamente abbinato alla prova brasiliana. Pur inizialmente prevista anche per l'edizione del 1996, la prova venne però annullata ancor prima dell'inizio del campionato.
Le ultime due edizioni del Gran Premio, prima della temporanea soppressione, furono disputate nel 1998 e 1999.
Il Gran Premio d'Argentina torna ad essere una delle gare iridate a partire dal motomondiale 2014, ospitato presso l'Autodromo di Termas de Río Hondo, completamente riprogettato e ricostruito da parte del progettista italiano Jarno Zaffelli, e avendo ricevuto le omologazioni della Federazione Internazionale di Motociclismo.
Le edizioni 2020 e 2021 sono state cancellate a causa della pandemia di COVID-19.
Calendarizzato anche per la stagione 2024, il 31 gennaio ne viene confermata la cancellazione a causa dei problemi economici che affliggono lo Stato ed i pesanti tagli sui fondi di vari temi, tra cui anche lo sport, posti dal nuovo presidente Javier Milei.

## Albo d'oro
| Anno | Circuito                                         | 50                                               | 125                                              | 250                                              | 350                                              | 500                                              | Resoconto                                        |
| ---- | ------------------------------------------------ | ------------------------------------------------ | ------------------------------------------------ | ------------------------------------------------ | ------------------------------------------------ | ------------------------------------------------ | ------------------------------------------------ |
| 1961 | Buenos Aires                                     | -                                                | Tom Phillis (Honda)                              | Tom Phillis (Honda)                              | -                                                | Jorge Kissling (Matchless)                       | Resoconto                                        |
| 1962 | Buenos Aires                                     | Hugh Anderson (Suzuki)                           | Hugh Anderson (Suzuki)                           | Arthur Wheeler (Moto Guzzi)                      | -                                                | Benedicto Caldarella (Matchless)                 | Resoconto                                        |
| 1963 | Buenos Aires                                     | Hugh Anderson (Suzuki)                           | Jim Redman (Honda)                               | Tarquinio Provini (Moto Morini)                  | -                                                | Mike Hailwood (MV Agusta)                        | Resoconto                                        |
|      |                                                  |                                                  |                                                  |                                                  |                                                  |                                                  |                                                  |
| 1981 | Buenos Aires                                     | -                                                | Ángel Nieto (Minarelli)                          | Jean-François Baldé (Kawasaki)                   | Anton Mang (Kawasaki)                            | -                                                | Resoconto                                        |
| 1982 | Buenos Aires                                     | -                                                | Ángel Nieto (Garelli)                            | -                                                | Carlos Lavado (Yamaha)                           | Kenny Roberts (Yamaha)                           | Resoconto                                        |
|      |                                                  |                                                  |                                                  |                                                  |                                                  |                                                  |                                                  |
| 1987 | Buenos Aires                                     | -                                                | -                                                | Sito Pons (Honda)                                | -                                                | Eddie Lawson (Yamaha)                            | Resoconto                                        |
|      |                                                  |                                                  |                                                  |                                                  |                                                  |                                                  |                                                  |
| 1994 | Buenos Aires                                     | -                                                | Jorge Martínez (Yamaha)                          | Tadayuki Okada (Honda)                           | -                                                | Mick Doohan (Honda)                              | Resoconto                                        |
| 1995 | Buenos Aires                                     | -                                                | Emilio Alzamora (Honda)                          | Max Biaggi (Aprilia)                             | -                                                | Mick Doohan (Honda)                              | Resoconto                                        |
|      |                                                  |                                                  |                                                  |                                                  |                                                  |                                                  |                                                  |
| 1998 | Buenos Aires                                     | -                                                | Tomomi Manako (Honda)                            | Valentino Rossi (Aprilia)                        | -                                                | Mick Doohan (Honda)                              | Resoconto                                        |
| 1999 | Buenos Aires                                     | -                                                | Marco Melandri (Honda)                           | Olivier Jacque (Yamaha)                          | -                                                | Kenny Roberts Jr (Suzuki)                        | Resoconto                                        |
| Anno | Circuito                                         |                                                  | Moto3                                            | Moto2                                            |                                                  | MotoGP                                           | Resoconto                                        |
| 2014 | Termas de Río Hondo                              |                                                  | Romano Fenati (KTM)                              | Esteve Rabat (Kalex)                             |                                                  | Marc Márquez (Honda)                             | Resoconto                                        |
| 2015 | Termas de Río Hondo                              |                                                  | Danny Kent (Honda)                               | Johann Zarco (Kalex)                             |                                                  | Valentino Rossi (Yamaha)                         | Resoconto                                        |
| 2016 | Termas de Río Hondo                              |                                                  | Khairul Idham Pawi (Honda)                       | Johann Zarco (Kalex)                             |                                                  | Marc Márquez (Honda)                             | Resoconto                                        |
| 2017 | Termas de Río Hondo                              |                                                  | Joan Mir (Honda)                                 | Franco Morbidelli (Kalex)                        |                                                  | Maverick Viñales (Yamaha)                        | Resoconto                                        |
| 2018 | Termas de Río Hondo                              |                                                  | Marco Bezzecchi (KTM)                            | Mattia Pasini (Kalex)                            |                                                  | Cal Crutchlow (Honda)                            | Resoconto                                        |
| 2019 | Termas de Río Hondo                              |                                                  | Jaume Masiá (KTM)                                | Lorenzo Baldassarri (Kalex)                      |                                                  | Marc Márquez (Honda)                             | Resoconto                                        |
| 2020 | Non disputato a causa della pandemia di COVID-19 | Non disputato a causa della pandemia di COVID-19 | Non disputato a causa della pandemia di COVID-19 | Non disputato a causa della pandemia di COVID-19 | Non disputato a causa della pandemia di COVID-19 | Non disputato a causa della pandemia di COVID-19 | Non disputato a causa della pandemia di COVID-19 |
| 2021 | Non disputato a causa della pandemia di COVID-19 | Non disputato a causa della pandemia di COVID-19 | Non disputato a causa della pandemia di COVID-19 | Non disputato a causa della pandemia di COVID-19 | Non disputato a causa della pandemia di COVID-19 | Non disputato a causa della pandemia di COVID-19 | Non disputato a causa della pandemia di COVID-19 |
| 2022 | Termas de Río Hondo                              |                                                  | Sergio García (GasGas)                           | Celestino Vietti (Kalex)                         |                                                  | Aleix Espargaró (Aprilia)                        | Resoconto                                        |
| Anno | Circuito                                         | -                                                | Moto3                                            | Moto2                                            | MotoGP                                           | MotoGP                                           | Resoconto                                        |
| Anno | Circuito                                         | -                                                | Moto3                                            | Moto2                                            | Sprint                                           | Gara                                             | Resoconto                                        |
| 2023 | Termas de Río Hondo                              |                                                  | Tatsuki Suzuki (Honda)                           | Tony Arbolino (Kalex)                            | Brad Binder (KTM)                                | Marco Bezzecchi (Ducati)                         | Resoconto                                        |
| 2025 | Termas de Río Hondo                              |                                                  | Ángel Piqueras (KTM)                             | Jake Dixon (Boscoscuro)                          | Marc Marquez (Ducati)                            | Marc Marquez (Ducati)                            | Resoconto                                        |